# Tour du Saint-Laurent
Le Tour du Saint-Laurent est une course cycliste, organisée de 1954 à 1965 dans la province de Québec au Canada autour du fleuve Saint-Laurent.

## Palmarès
| Année | Vainqueur        | Deuxième                | Troisième           |
| ----- | ---------------- | ----------------------- | ------------------- |
| 1954  | Bernard Reboucle |                         |                     |
| 1955  | Geo. Helaoust    |                         |                     |
| 1956  | Geo. Helaoust    |                         |                     |
| 1957  | René Grossier    |                         |                     |
| 1958  | Art Longsjo      | René Grossier           | Bernard Dodd        |
| 1959  | Michael Hiltner  | Thomas Ronald Montemage | Bob Best            |
| 1960  | Ange Roussel     | Luis Zerate             | Vinicio Mussin      |
| 1961  | Egidio Bolzoni   | Angelo Solice           | Vinicio Mussin      |
| 1962  | Alexeï Petrov    | Adolf Christian         | Viktor Kapitonov    |
| 1963  | Cees Haast       | Lex Van Kreuningen      | Radoš Čubrić        |
| 1964  | André D'haene    | Antoni Palka            | Julien Delocht      |
| 1965  | Henri Pauwels    | Richard Goodman         | Stanisław Pawłowski |